# Daniel Petrov
Daniel Božilov Petrov (in bulgaro Даниел Божинов Петров?; Varna, 8 settembre 1971) è un ex pugile bulgaro. Medaglia d'oro olimpica ai giochi di Atlanta del 1996, e medaglia d'argento alle Olimpiadi di Barcellona del 1992 nella categoria dei pesi massimi leggeri. È passato professionista nel 1993. Ha concluso la carriera nel 1997 con 26 incontri all'attivo, di cui 19 vittorie e 7 sconfitte, ma senza alcun match valevole per un titolo iridato di sigla.

## Palmarès

### Olimpiadi
- 2 medaglie:
  - 1 oro (Atlanta 1996 nei pesi massimi leggeri)
  - 1 argento (Barcellona 1992 nei pesi massimi leggeri)

### Mondiali dilettanti
- 4 medaglie:
  - 1 oro (Berlino 1995 nei pesi mediomassimi)
  - 1 argento (Tampere 1993 nei pesi massimi leggeri)
  - 2 bronzi (Sydney 1991 nei pesi massimi leggeri; Budapest 1997 nei pesi massimi)

### Europei dilettanti
- 3 medaglie:
  - 2 ori (Bursa 1993 nei pesi massimi leggeri; Vejle 1996 nei pesi massimi leggeri)
  - 1 bronzo (Göteborg 1991 nei pesi massimi leggeri)